# تلایودا
تلایودا (اسپانیایی: Tlayuda‎؛ ‏تلفظ اسپانیایی: [tɬaˈʝuða]) که گاهی کلایودا هم نامیده می‌شود، یک غذای خانگی مکزیکی است که از یک تورتیای بزرگ و نازک نیمه‌برشته، لوبیای سرخ‌شده، چربی گوشت خوک فرآوری‌نشده، کاهو یا کلم، آووکادو، گوشت (گوشت مرغ خردشده، فیله گوساله یا گوشت خوک) پنیر اوئاهاکا و سس سالسا تشکیل شده‌است.
تلایودا موضوع یکی مستندهای شبکه نتفلیکس بود که در فصل دوم خود به غذای‌های خیابانی آمریکای لاتین پرداخته بود.